# السير توماس وايت، بارونيت الثاني
السير توماس وولاستون وايت (بالإنجليزية: Sir Thomas Woollaston White, 2nd Baronet of Tuxford and Wallingwells)‏ 3 أكتوبر 1801 – 7 أغسطس 1882) ثاني بارونيت لتكسفورد ووالينجويلز، كان عمره 16 عاما عندما خلف والده السير توماس وولاستون وايت البارون الأول. ولكن نظرًا لكونه كان قاصرًا عندما توفي والده، فقد تم رعايته من قبل اثنين من الأوصياء، السير فريدريك جوستافوس فوك وابن عمه هنري جالي نايت. كان جالي نايت عالم آثار معروف ومؤلف كتاب الهندسة المعمارية الكنسية لإيطاليا ونورماندي.

## الزواج والعائلة

### الزواج الأول
في 4 مارس 1824، تزوج وايت من جورجينا رامزي، الابنة الصغرى لجورج رامزي المحترم. من برنتون وسوتشي. توفيت في 2 ديسمبر 1825 عن عمر يناهز 18 عامًا ودُفنت في قبو عائلة وايت في كنيسة سانت نيكولاس، بتوكسفورد.

### الزوتج الثاني
تزوج وايت، ثانيًا، في 21 مارس 1827، من ماري أوفيميا رامزي، ابنة ويليام رامزي، المحترم. كانت ماري ابنة عم جورجينا، وكان آباؤهم أبناء عمومة من الدرجة الأولى، وكلاهما ينحدر من اللورد بيلهافن الرابع وستنتون وأمهاتهم شقيقات.

## عمدة نوتنغهامشير
في عام 1833 تم اختيار وايت ليكون كبير عمدة مدينة نوتنغهامشير.

## كنيسة ليتويل
في عام 1867، احترقت كنيسة ليتويل، التي كانت تقع بالقرب من منزل والينغويلز وايت. أعاد بناء الكنيسة على نفقته الخاصة، وأعيد فتحها في 12 أغسطس 1869. تم تخصيص النافذة الغربية لابن عمه الثالث، الوصي السابق، والجار في لانغولد، هنري جالي نايت. ترك جالي نايت ممتلكاته في لانغولد (3209 فدان) لوايت، عند وفاته في عام 1846.
الأضواء الثلاثة للنافذة الشرقية هي نصب تذكارية لوايت وزوجتيه. تم نحت الخط من قبل ابنته الصغرى، السيدة ميتلاند، بينما تم نحت المنبر ومكتب القراءة من خشب البلوط مع خشب الأرز، من قبل ابنته الأخرى، ماري.

## حادث النقل والوفاة
في يونيو 1870، عندما كان يبلغ من العمر 69 عامًا، كان وايت يقود سيارته عبر وركسوب عندما أصيبت خيوله بالرعب واصطدمت بعربة بأخرى. وقع من العربة وأصيب بجروح خطيرة لدرجة أنه لم يكن من المتوقع أن يعيش. بُترت ساقه اليمنى من فوق الركبة نتيجة الحادث. 
بشكل لا يصدق، يرجع إلى حد كبير إلى دستوره وهدوء ذهنه، فقد تعافى ونجا لمدة 12 عامًا أخرى.
توفي وايت في 7 أغسطس 1882 ودُفن في قبو الكنيسة البيضاء في كنيسة القديس نيكولاس، في توكسفورد.